# Hypoestes purpurea
Hypoestes purpurea är en akantusväxtart som först beskrevs av Carl von Linné, och fick sitt nu gällande namn av Robert Brown. Hypoestes purpurea ingår i släktet Hypoestes och familjen akantusväxter. Inga underarter finns listade i Catalogue of Life.